# Szentendrei művésztelep

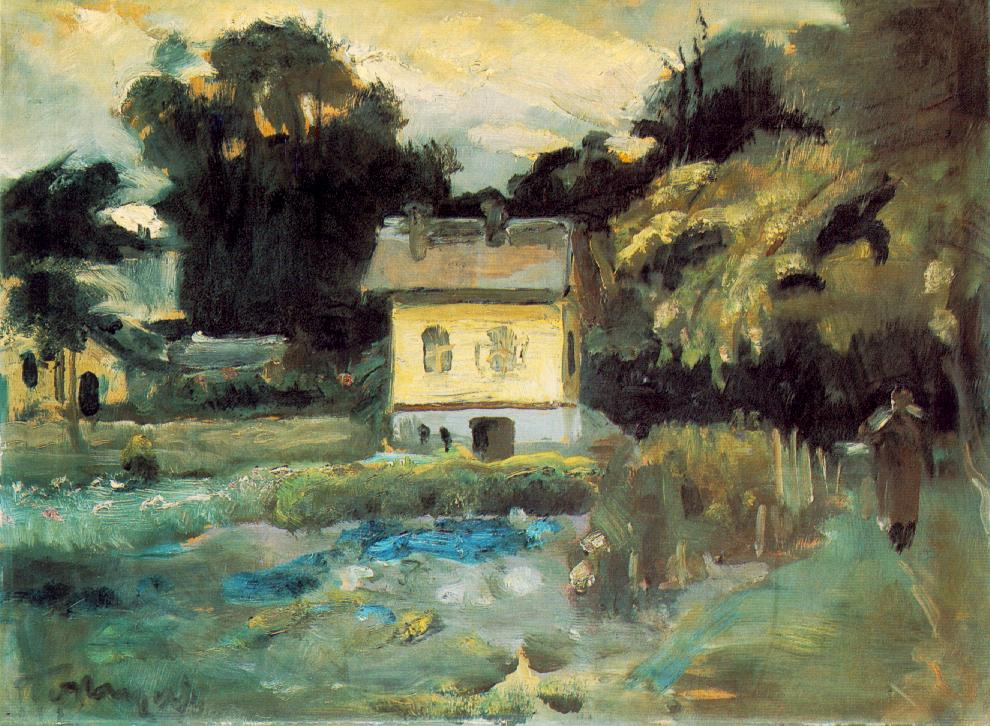
Tornyai János: Szentendrei részlet (1933)

A Szentendrei művésztelep, más néven Szentendrei iskola egykori nevezetes alkotóműhely Szentendre 1979 óta Pismány nevet viselő városrészében. A telepet 1929-ben hozta létre a Szentendrei Festők Társasága. Alapító tagjai az ún. Római iskolához tartoztak, akik a nagybányai iskola hagyományainak őrzése mellett az újjáéledő neoklasszicista stílust követték.

## Az alapító tagok betűrendben
- Bánáti Schwerak József
- Bánovszky Miklós
- Heintz Henrik
- Jeges Ernő
- Onódi Béla
- Pándy Lajos
- Paizs Goebel Jenő
- Rozgonyi László

## Alkotók és irányvonalak
A '20-as, '30-as években modern látásmódú festők alkottak a városban, akik elsősorban a konstruktív irányvonalat képviselték. Az egykori nagybányai iskola tradícióinak és a konstruktív szellemű képzőművészet ötvözésére törekedtek. Szélesebb értelemben valamennyi Szentendrén is alkotó művész tevékenysége jelenti a korabeli szentendrei képzőművészetet, amely Szentendrei iskola néven is ismert. 
A '30-as évektől kezdve legközvetlenebbül Vajda Lajos és Korniss Dezső alkotói művészete kötődik Szentendréhez, ill. Szigetmonostorhoz. Elsősorban e táj természeti és épített környezetét festették, és az itt élő lakosok hagyományaiból merítették motívumaikat. A modern stílusok közül elsősorban a szürrealizmus és a nonfiguratív művészet jegyében alkottak. A szürrealizmus szentendrei meghonosításához Ámos Imre is hozzájárult, méltatói őt nevezték a "magyar Chagall"-nak.  Az ő hatásukra sok más művész is kapcsolódott Szentendréhez és környezetéhez, például Szántó Piroska, Bálint Endre, ill. az ő barátja, Tornyai János is festett Szentendrén az 1930-as évek elején.
Inkább a konstruktív irányvonalhoz tartoztak Ilosvai Varga István, Göllner Miklós, Kántor Andor, Miháltz Pál, Czóbel Béla, Vaszkó Erzsébet, Barcsay Jenő, Kmetty János, Kerényi Jenő, Deim Pál, Balogh László. A szentendrei művésztelep alkotói valamennyi szentendrei képzőművésszel együtt rendeztek gyűjteményes kiállításokat Budapesten és Szentendrén. 

## A telep utóélete
A 20. század utolsó harmadában híressé vált a Vajda Lajos Stúdió és a benne és körötte működő művésztársaság. A Ferenczy Múzeum és annak egy jelentékeny hálózata épül az iskola alkotóinak bemutatására.

## Galéria

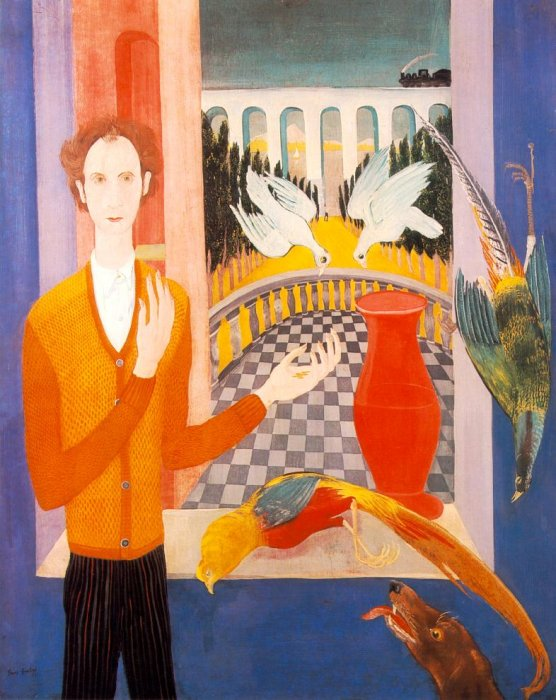
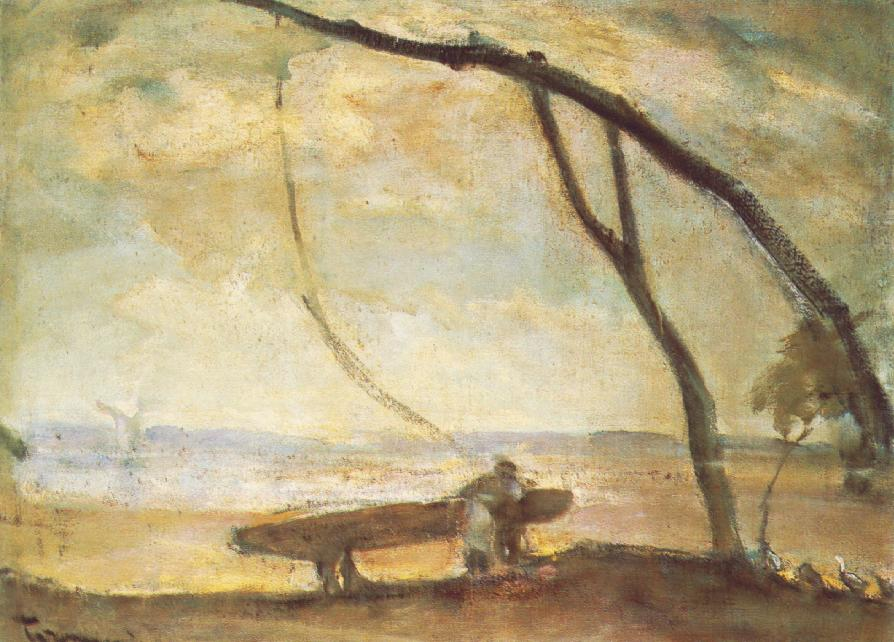
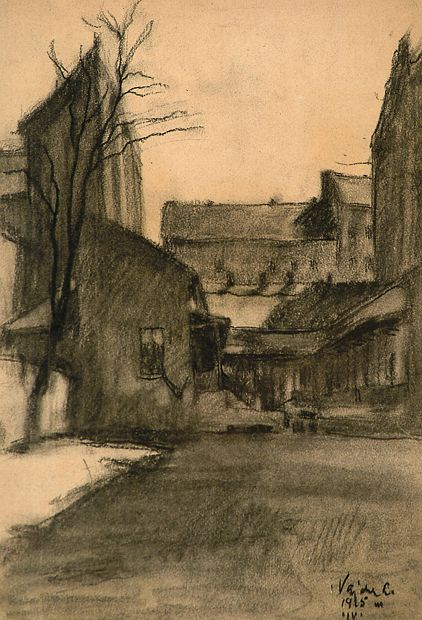
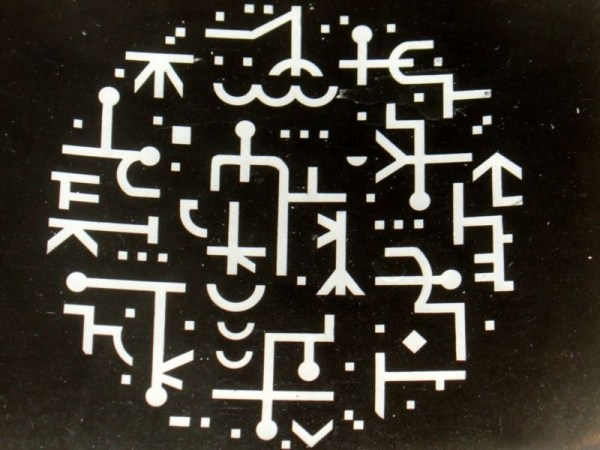
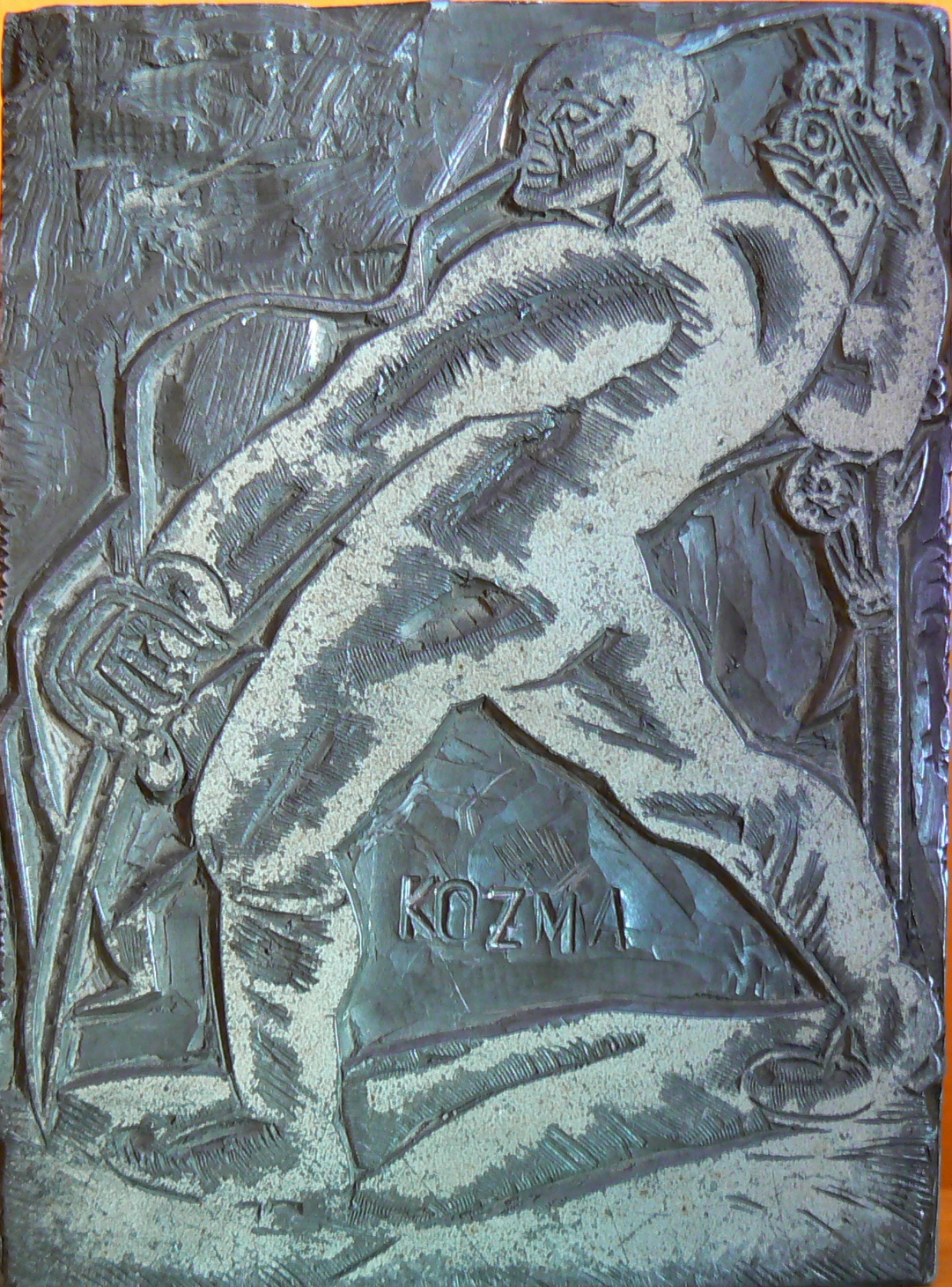
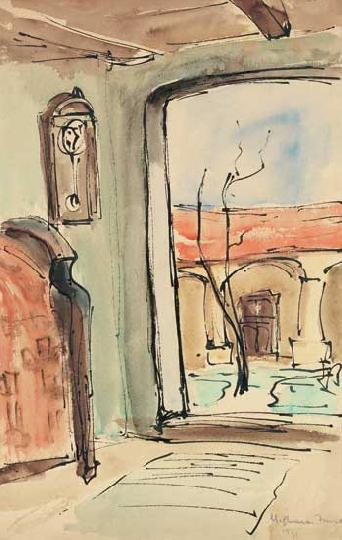

A telep tagjainak néhány alkotása:

## Külső hivatkozások
- Szentendrei művésztelep
- Művészeti irányzatok, csoportok Archiválva 2008. május 26-i dátummal a Wayback Machine-ben